# Стефан Салабашев
 За българския военен вижте Стефан Салабашев (офицер).  
Стефан Стойков Салабашев е български търговец и общественик.

## Биография
Роден е през 1847 г. в Ески Загра. Брат му Петър Салабашев е офицер, генерал-майор. Стефан Салабашев става три пъти кмет на града и участва като член в повечето Общински съвети по това време. Умира през 1913 г.